# Portrait of Cannonball
Portrait of Cannonball — студійний альбом американського джазового саксофоніста Джуліана Еддерлі, випущений у 1958 році лейблом Riverside Records.

## Опис
Portrait of Cannonball став дебютним для Кеннонболла Еддерлі на лейблі Riverside і був записаний після декількох місяців, після того як, саксофоніст брав участь у записі альбому Майлза Девіса Milestones. На цьому альбомі до Еддерлі приєднались учасники гурту Девіса: ударник Філлі Джо Джонс і піаніст Білл Еванс; також взяли участь трубач Блу Мітчелл і контрабасист Сем Джонс.
Альбом містить 6 композицій, серед яких два оригінали Едддерлі (чудова балада «Straight Life» і «A Little Taste)», класичний трек Джиджі Грайса «Minority», часто записувана «Nardis» Майлза Девіса, також рідкісна «Blue Funk», написана Семом Джонсом і єдиний стандарт «People Will Say We're in Love» Роджерса-Гаммерстайна.
Перевидання на CD включає додаткові дублі.

## Список композицій
1. «Minority» (Джиджі Грайс) — 7:05
2. «Straight Life» (Кеннонболл Еддерлі) — 5:32
3. «Blue Funk» (Сем Джонс) — 5:34
4. «A Little Taste» (Кеннонболл Еддерлі) — 4:40
5. «People Will Say We're in Love» (Оскар Геммерстайн ІІ, Річард Роджерс) — 9:42
6. «Nardis» (Майлз Девіс) — 5:33

## Учасники запису
- Джуліан «Кеннонболл» Еддерлі — альт-саксофон
- Блу Мітчелл — труба
- Білл Еванс — фортепіано
- Сем Джонс — контрабас
- Філлі Джо Джонс — ударні

Технічний персонал
- Оррін Кіпньюз — продюсер, текст
- Пол Бейкон — дизайн обкладинки
- Г'ю Белл — фотографія обкладинки